# 角杯

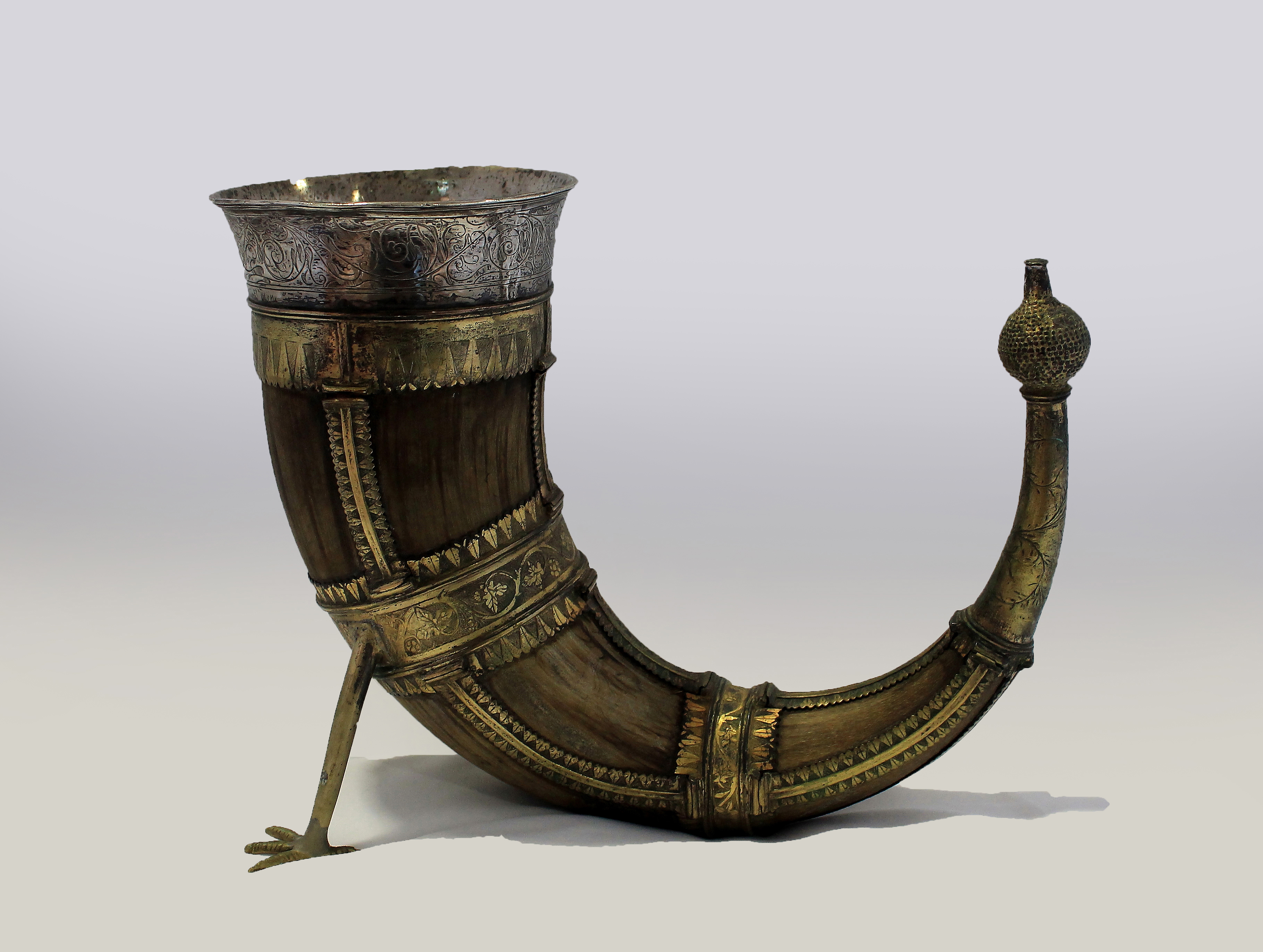
15世紀後半の角杯。リムリックのハント博物館所蔵。

角杯（かくはい、英: drinking horn）とは、獣角でつくった杯のこと。
古くからユーラシア各地で用いられ、後に陶器や金属製でも作られた。